# 미국 상원 사법위원회
미국 상원 사법위원회(United States Senate Committee on the Judiciary)는 미국 상원의 위원회 중의 하나이다. 22명의 상원의원이 위원이다. 2019년 현재 공화당 12명, 민주당 10명이다.
현 미국 상원 사법위원장은 린지 그레이엄이다.
미국 연방 대법원장을 포함하여 종신직인 미국 연방법관 미국 법무부 장관의 대통령 임명은 미국 상원의 동의를 받아야만 하며, 미국 상원의 동의는 사전에 사법위의 동의를 받아야 한다.
한국에서는 미국 상원 사법위원회를 법사위라고 하지만 실제 미국에는 법사위란 말 대신 사법위원회이라고 말한다 그리고 미국에도 한국처럼 상원 정보위원회가 있다.
하원에는 미국 하원 사법위원회도 있다.

## 소위원회
상원 사법위에는 7개의 소위원회가 있다.
- 행정부 감시와 법원: 사법행정, 소송절차
- 반독점과 소비자권
- 헌법, 시민권과 인권
- 범죄와 테러: 미국 정부의 비밀업무
- 이민, 난민과 국경안보
- 연방 정부 활동 감시: 행정절차, 행정기관 활동에 대한 사법심사
- 프라이버시, 기술과 법률